# Карл Лампрехт
Карл Ла́мпрехт (нім. Karl Lamprecht; 25 лютого 1856, Єссен — 10 травня 1915, Лейпциг) — німецький історик.

## Оцінки
Філософ Ауробіндо Гхош в роботі «Людський цикл» (1914—1920 р.р.) відгукується про ідеї Лампрехта наступним чином:
|  | ... І ось в довоєнній Німеччині, країні раціоналізму і матеріалізму, яка протягом останніх півтора століть була ще колискою нової думки і оригінальних навчань - хороших і поганих, доброчинних і руйнівних, один самобутній учений створив і явив світлу перший психологічну теорію історії. Першим спробам на новому терені рідко супроводжує повний успіх, і німецький історик, створюючи свою теорію, напав на блискучу ідею, проте не зумів ні розвинути її більш детально, ні досить глибоко досліджувати. Він як і раніше не міг звільнитися від уявлень про крайню важливість економічного фактора, і, крім того, його теорія, як і вся європейська наука, співвідносила, класифікувала і впорядковувала явища куди більш успішно, ніж пояснювала. Проте в її основній ідеї укладена глибока істина, якесь прозріння, тому має сенс розглянути деякі з її положень, особливо в світлі східної думки і досвіду. Творець теорії, Лампрехт, взявши за основу європейську та, зокрема, німецьку історію, припустив, що людське суспільство проходить у своєму розвитку через певні чітко помітні психологічні стадії, які він називає відповідно символістичною, типовою, конвенціональною, індивідуалістичною і суб'єктивістською. Таким чином, людське суспільство - будь-яка нація і цивілізація - в своєму розвитку відтворює якийсь психологічний цикл. |

## Твори
- «Господарське життя Німеччини у середні віки» 1885—1886 р.р.;
- «Історія Німеччини», 5 томів, 1891—1900 р.р..
- Німецьке економічне життя в середньовіччі 1886 р.;
- Ескізи на Рейні. Історія 1887 р.;
- Історія німецького народу. Том 1. 1894 [Архівовано 24 квітня 2014 у Wayback Machine.]
- Історія німецького народу. Том 2. 1895 [Архівовано 24 квітня 2014 у Wayback Machine.]